# Alekséi Reunkov
Alexei Reunkov (Rusia, 28 de enero de 1984) es un atleta ruso, especialista en la prueba de maratón en la que llegó a ser medallista de bronce europeo en 2014.

## Carrera deportiva
En el Campeonato Europeo de Atletismo de 2014 ganó la medalla de bronce en la maratón, recorriendo los 42,195 km en un tiempo de 2:12:15 segundos, llegando a meta tras el italiano Daniele Meucci y el polaco Yared Shegumo (plata con 2:12:00 segundos).